# UID
UID (ang. User ID) – numeryczny identyfikator użytkownika w systemie operacyjnym Unix i systemach uniksopodobnych.
Jeden UID jest przypisany do jednego użytkownika. Jednak możliwe jest, iż więcej niż jeden użytkownik będzie posiadał dany UID – jest to możliwe tylko wtedy, gdy więcej niż jednemu użytkownikowi przypisany zostanie ten sam UID w pliku konfiguracyjnym /etc/passwd. Taka operacja wymaga uprawnień superużytkownika root.

## Reguły
- superużytkownik root ma UID 0,
- użytkownik nobody ma ostatni UID (zazwyczaj 32767 lub 65534),
- zakres UID od 1 do 99 jest zarezerwowany dla systemu operacyjnego, w tym dla demonów,
- UID-y od 100 (500 w Red Hat Linux do ver 6, 1000 w Debianie i Red Hat Linux 7) wzwyż są przeznaczone dla zwykłych użytkowników.